# Tên gọi Litva

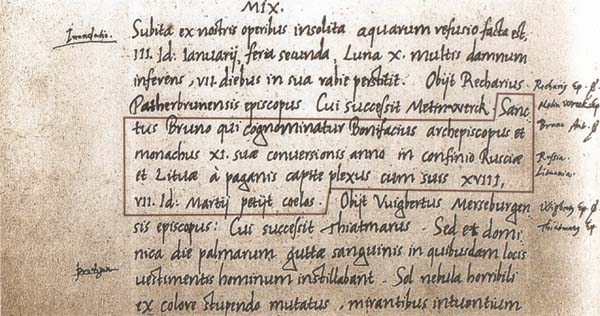
Tên của Litva trong một ghi chép năm 1009

Tư liệu được biết đến về tên gọi Litva (tiếng Litva: Lietuva) nằm trong câu chuyện về Thánh Bruno ngày 9 tháng 3 năm 1009 được ghi lại trong Biên niên sử Quedlinburg (tiếng Latinh: Annales Quedlinburgenses). Biên niên sử đã ghi lại một dạng Latin hóa của từ tiếng Slav Giáo hội Cổ cho Litva là Литъва, Latin hóa là Litva  (phát âm là [litua]). Mặc dù rõ ràng cái tên này có nguồn gốc từ một ngôn ngữ Baltic, các học giả vẫn tranh luận về ý nghĩa của từ này.

## Cách sử dụng trong lịch sử
Trong thế kỷ 13, Công quốc Litva được thành lập giáp với vùng đất Slav. Người Slav không sáng tạo ra cái tên này; họ đã sử dụng tên dân tộc Litva hiện có. Nguyên âm đôi tiếng Litva -ie-, trong các ngôn ngữ Slav, đã chuyển sang nguyên âm - i - (и), và âm tiết -u- trở thành âm cực ngắn (rút gọn) -ŭ- (ъ), và không được đánh trọng âm, nên sau đó biến mất khỏi tiếng Slav Đông, do đó hình thành nên từ Litva. Đây là bằng chứng cho thấy người Slav đã mượn tên dân tộc này từ người Litva từ lâu.
Trong thế kỷ tiếp theo, tên của Litva được ghi bằng các ngôn ngữ khác, bao gồm cả tiếng Đức và tiếng Ba Lan. Trong biên niên sử đầu tiên của Đức, họ gọi Litva là Lettowen. Ở dạng này, chữ cái tiếng Đức  -e- được dùng để biểu thị nguyên âm đôi tiếng Litva -ie-, trong khi -owen biểu thị hậu tố hydronymic tiếng Litva -uva (-ava). Từ gốc tiếng Litva -liet- được sử dụng trong nhiều thuật ngữ tiếng Đức thời đó, chẳng hạn như Lettowen, và trong tiếng Latin như Lethovia, Lettovia, Lettavia, v.v. Ví dụ, sau khi trở thành người cai trị Litva, Đại công tước Algirdas xuất hiện với tư cách là Vua Litva (tiếng Latinh: rex Letwinorum) trong Biên niên sử Livonia.
Trong biên niên sử của người Rus', Litva được viết là Литъва, có thể là Литва (Litva ). Âm -i- (и) đã thay thế cho nguyên âm đôi -ie. Tất cả những cái tên này rõ ràng có nguồn gốc từ *Lētuvā > Lietuva, từ được người Litva sử dụng để xác định vùng đất của họ. Hình thức hiện tại của cái tên Lietuva được cho là đã được người Litva sử dụng từ thế kỷ 12 hoặc 13, nhưng không có tư liệu nào về thời điểm đó, vì bản thảo lâu đời nhất bằng tiếng Litva có niên đại từ thế kỷ 16. Mặc dù có nhiều bằng chứng lịch sử và ngôn ngữ liên quan đến việc sử dụng tên này trong các ngôn ngữ khác nhau, vẫn có tranh luận nhất định về từ nguyên của tên này.

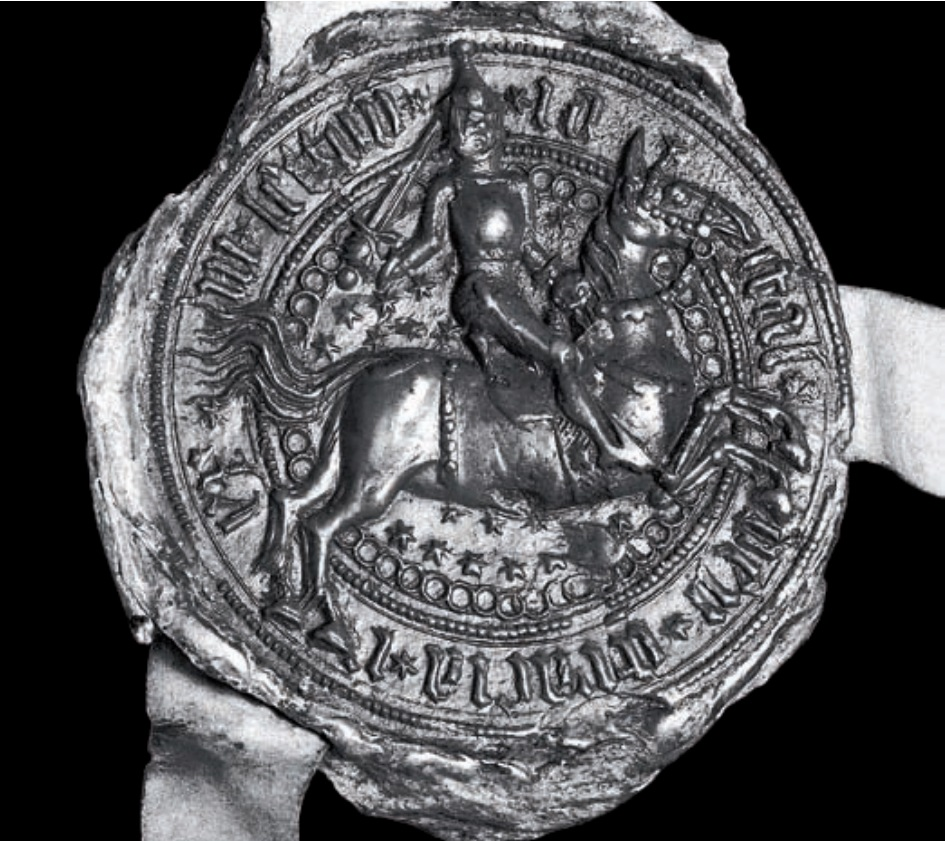
Ấn chương của Jogaila có dòng chữ ✶ ia ‚ gal ✶ - dey ✶ gracia ✶ r - ex - in ✶ lettow (1382)

Biểu tượng đích thực của Đại Công tước Gediminas đã không còn tồn tại; tuy nhiên, người ta biết rằng vào năm 1323 Gediminas đã gửi 7 bức thư từ lâu đài của ông ở Vilnius nhưng những lá thư này cũng sớm bị thất lạc. Vì vậy, cùng với họ, Ấn chương Gediminas cũng bị mất. Tuy nhiên, nội dung của bức thư được biết đến từ một bản ghi chép vào ngày 1 tháng 7 năm 1323, công chứng viên (John xứ Bremen) ở thành phố Lübeck đã xác nhận bản ghi chép của bức thư ngày 26 tháng 5 năm 1323 của Gediminas và cũng mô tả chi tiết về con dấu sáp hình bầu dục được gắn vào lá thư. Theo biên bản của công chứng viên, Con dấu hình bầu dục của Gediminas có viền mười hai góc, ở giữa viền có hình một người đàn ông có mái tóc dài, ngồi trên ngai vàng và đội một chiếc vương miện (hoặc một vòng hoa) trên đầu. tay phải và quyền trượng ở tay trái, hơn nữa, xung quanh người đàn ông có khắc một cây thánh giá cùng với dòng chữ Latinh : S DEI GRACIA GEDEMINNI LETHWINOR ET RUTKENOR REG</link> ( tiếng Anh: Gediminas', by the grace of God, the King of the Lithuanians and the Rus' people, seal, tạm dịch: Đại ấn của Gedimnas, nhờ ân đức của Chúa, vua của người Litva và người Rus').
Ấn chương đích thực của Jogaila từ năm 1382 có dòng chữ Latinh: ✶ ia ‚ gal ✶ – dey ✶ gracia ✶ r – ex – in ✶ lettow (tiếng Anh: Jogaila, by the grace of God, King in Lithuania, tạm dịch: Jogaila, nhờ ân đức của Chúa, vua của Litva).
Sau Liên minh Lublin, người Litva và Đại công tước Litva cũng gọi Đại công quốc Litva là Cộng hòa Litva và coi đây là một thực thể riêng biệt với Vương quốc Ba Lan.
Trong một bài tán tụng bằng tiếng Litva gửi Sigismund III Vasa năm 1589, dạng sở hữu cách của Đại công quốc Litva là Lietuwos. Đại công quốc Litva được gọi là dides Kunigiſtes Lietuwos bằng tiếng Litva trong một cuốn sách tôn giáo của Cơ đốc giáo từ năm 1653. 

## Từ nguyên

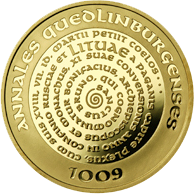
Đồng xu kỷ niệm vàng 100 litas dành riêng cho thiên niên kỷ của Litva, được đúc vào năm 2007

Đã có một số nỗ lực để liên kết nguồn gốc của từ Lietuva với các địa danh tiếng Celt, tiếng Latin hoặc tiếng Ý, song đều không có cơ sở ngôn ngữ học rõ ràng. Theo quan điểm thông thường, từ Lietuva (Lithuania) chung gốc với các từ tiếng Litva như lyti (mưa) và lietus (cơn mưa). Tuy nhiên, không có bằng chứng khoa học vững chãi nào cho lý thuyết này. Vì từ Lietuva có hậu tố -uva, từ nguyên bản chắc hẳn sẽ không có hậu tố. Một từ có khả năng khác là Lietā. Bởi vì nhiều tộc danh trong các thứ tiếng Baltic bắt nguồn từ các thủy danh, một số nhà ngôn ngữ học đã tìm kiếm nguồn gốc của cái tên Litva trong số các tên sông hồ địa phương. Thông thường những tên như vậy phát triển thông qua quá trình sau: thủy danh → địa danh → tộc danh.
Một con sông nhỏ không xa Kernavė, vốn là khu vực cốt lõi của nhà nước Litva thời kỳ đầu và cũng có thể là thủ đô đầu tiên của Đại công quốc Litva, thường được coi là ngọn nguồn của cái tên Litva. Tên ban đầu của con sông là Lietava. Qua quá trình lịch sử, hậu tố -ava đã biến đổi thành -uva, vì cả hai đều thuộc cùng một nhánh hậu tố. Con sông chảy ở vùng đất thấp và dễ dàng tràn bờ, do đó dạng liet của tiếng Litva cổ rất có thể có nguồn gốc từ lietis (tràn), vốn bắt nguồn từ âm tố *leyǝ- của tiếng Tiền Ấn-Âu. Tuy nhiên, con sông rất nhỏ và một số người cho rằng không thể nào một vật thể nhỏ và mang tính địa phương như vậy lại có thể là nguồn gốc của tên gọi của một quốc gia rộng lớn như thế. Tuy nhiên, sự việc như vậy không phải là chưa từng có trong lịch sử thế giới.
Trong khi từ nguyên của từ này tiếp tục được tranh luận, các nhà khoa học đồng ý rằng nguồn gốc chính của từ dân tộc này là các dạng tiếng Litva như *Lētuvā/Lietuva, sau đó được sử dụng bởi các ngôn ngữ khác nhau, bao gồm cả các ngôn ngữ Slav. Rất khó có khả năng cái tên này bắt nguồn từ một ngôn ngữ Slav, vì âm tiết Slav -i- (и) không thể được phiên âm sang nguyên âm đôi tiếng Litva -ie-.
Trong số các từ nguyên khác của tên Litva là giả thuyết của Artūras Dubonis, rằng Lietuva có liên quan đến từ *leičiai (số nhiều của leitis, một bộ lạc ở thời kỳ đầu của Đại công quốc Litva). Từ leičiai vẫn được sử dụng như một từ dân tộc cho người Litva, thường được sử dụng trong thơ ca hoặc trong bối cảnh lịch sử, trong tiếng Latvia, vốn cũng gốc Baltic với tiếng Litva .